# 里沃杜特里
里沃杜特里（義大利語：Rivodutri），是意大利列蒂省的一个市镇。总面积26.85平方公里，人口1322人，人口密度49.2人/平方公里（2009年）。ISTAT代码为057060。